# Raphia vinifera
Raphia vinifera, a Palma da África Ocidental piassava,
Flora brasiliensis
- fam. Palmae (Arecaceae)
  - fam. Palmae (Arecaceae) subfam. Lepidocaryinae
    - trib. Raphieae
      - Raphia P.Beauv.
        - Raphia vinifera P.Beauv.